# Provincia di Huamanga
La provincia di Huamanga è una delle 11 province della regione di Ayacucho nel Perù.

## Province confinanti
Confina a est con la provincia di La Mar e con la regione di Apurímac; a sud con la provincia di Vilcas Huamán e con la provincia di Cangallo; a nord con la provincia di Huanta e a ovest con la Regione di Huancavelica.

## Geografia antropica

### Suddivisioni amministrative
È divisa in 15 distretti:
- Ayacucho
- Acocro
- Acos Vinchos
- Carmen Alto
- Chiara
- Jesús Nazareno
- Ocros
- Pacaycasa
- Quinua
- San José de Ticllas
- San Juan Bautista
- Santiago de Pischa
- Socos
- Tambillo
- Vinchos

## Festività
- Settimana Santa
- 16 luglio: Madonna del Carmelo
- Signore dei Miracoli